# Pokret Tea Party
Pokret Tea Party (engleski Tea Party movement) je fiskalni konzervativni pokret koji je nastao 2009. godine u Sjedinjenim Američkim Državama, nakon niza povezanih prosvjeda na lokalnoj i nacionalnoj razini. Ime "Čajanka" predstavlja aluziju na Bostonsku čajanku (engleski: Boston Tea Party), događaj iz 1773. godine kada su se američki kolonisti pobunili protiv britanske vlade koja je pokušala uspostaviti monopol na uvoz čaja u kolonije. Izraz "Tea" (što na engleskom znači "čaj") se ponekad tumače kao TEA, odnosno skraćenica za "Taxed Enough Already" ("već dovoljno oporezovani").
Iako su se prvi prosvjedi pod nazivom dogodili već ranije, smatra se kako im je značajan poticaj dao Rick Santelli, poslovni novinar i reporter kabelske mreže CNBC koji je 19. veljače 2009. godine, prilikom javljanja uživo s burze u Chicago-u, kritizirao ekonomsku politiku predsjednika Baracka Obame i rekao da bi se trebala organizirati "čikaška čajanka". 

## Ciljevi pokreta
Budući da pokret nije direktno povezan ni s jednom organizacijom, teško je precizno odrediti njegove glavne ciljeve. Većina simpatizera i aktivista pokreta podržava ekonomski konzervativne ideje i smanjenje budžetske potrošnje, međutim njihovi stavovi o drugim političkim, društvenim i ekonomskim pitanjima mogu da se u velikoj mjeri razlikuju. Ugovor iz Amerike (Contract from America), međutim, može otkriti ostvarenje kojih ciljeva većina simpatizera i aktivista pokreta podržava. 

## Simbol pokreta
Gadsdenova zastava je usvojena kao simbol Pokreta čajanka. Na zastavi je ispisana poruka Nemoj me gaziti ili Ne staj na mene (Don't Tread on Me). Zastava potiče iz perioda američkog rata za nezavisnost. Nosili su je i neki članovi američkog kongresa na protestima pokreta.

## Vanjske poveznice
- Javljanje Ricka Santellija uživo u emisiji mreže CNBC 19. veljače 2009.